# Jamille Boatswain
Jamille Boatswain (Point Fortin, 30 settembre 1993) è un calciatore trinidadiano, attaccante del Defence Force.

## Carriera

### Club
Ha giocato nella massima serie trinidadiana, in quella costaricana ed in quella honduregna.

### Nazionale
Nel 2017 ha esordito in nazionale.

## Statistiche

### Cronologia presenze e reti in nazionale
| Cronologia completa delle presenze e delle reti in nazionale ― Trinidad e Tobago | Cronologia completa delle presenze e delle reti in nazionale ― Trinidad e Tobago | Cronologia completa delle presenze e delle reti in nazionale ― Trinidad e Tobago | Cronologia completa delle presenze e delle reti in nazionale ― Trinidad e Tobago | Cronologia completa delle presenze e delle reti in nazionale ― Trinidad e Tobago | Cronologia completa delle presenze e delle reti in nazionale ― Trinidad e Tobago | Cronologia completa delle presenze e delle reti in nazionale ― Trinidad e Tobago | Cronologia completa delle presenze e delle reti in nazionale ― Trinidad e Tobago |
| Data                                                                             | Città                                                                            | In casa                                                                          | Risultato                                                                        | Ospiti                                                                           | Competizione                                                                     | Reti                                                                             | Note                                                                             |
| -------------------------------------------------------------------------------- | -------------------------------------------------------------------------------- | -------------------------------------------------------------------------------- | -------------------------------------------------------------------------------- | -------------------------------------------------------------------------------- | -------------------------------------------------------------------------------- | -------------------------------------------------------------------------------- | -------------------------------------------------------------------------------- |
| 10-3-2017                                                                        | Couva                                                                            | Trinidad e Tobago                                                                | 2 – 0                                                                            | Barbados                                                                         | Amichevole                                                                       | 2                                                                                | 34’ 63’                                                                          |
| 24-3-2017                                                                        | Port of Spain                                                                    | Trinidad e Tobago                                                                | 1 – 0                                                                            | Panama                                                                           | Qual. Mondiali 2018                                                              | -                                                                                | 84’                                                                              |
| 28-3-2017                                                                        | Port of Spain                                                                    | Trinidad e Tobago                                                                | 0 – 1                                                                            | Messico                                                                          | Qual. Mondiali 2018                                                              | -                                                                                | 66’                                                                              |
| 29-4-2017                                                                        | Saint George's                                                                   | Grenada                                                                          | 2 – 2                                                                            | Trinidad e Tobago                                                                | Amichevole                                                                       | -                                                                                | 46’                                                                              |
| 8-6-2017                                                                         | Commerce City                                                                    | Stati Uniti                                                                      | 2 – 0                                                                            | Trinidad e Tobago                                                                | Qual. Mondiali 2018                                                              | -                                                                                | 82’                                                                              |
| 13-6-2017                                                                        | San José                                                                         | Costa Rica                                                                       | 2 – 1                                                                            | Trinidad e Tobago                                                                | Qual. Mondiali 2018                                                              | -                                                                                |                                                                                  |
| 1-9-2017                                                                         | Couva                                                                            | Trinidad e Tobago                                                                | 1 – 2                                                                            | Honduras                                                                         | Qual. Mondiali 2018                                                              | -                                                                                | 57’                                                                              |
| 12-11-2017                                                                       | Couva                                                                            | Trinidad e Tobago                                                                | 2 – 2                                                                            | Grenada                                                                          | Amichevole                                                                       | 1                                                                                | 77’                                                                              |
| 15-11-2017                                                                       | Couva                                                                            | Trinidad e Tobago                                                                | 1 – 1                                                                            | Guyana                                                                           | Amichevole                                                                       | -                                                                                | 46’                                                                              |
| Totale                                                                           |                                                                                  | Presenze                                                                         | 9                                                                                |                                                                                  | Reti                                                                             | 3                                                                                |                                                                                  |